# Лицей № 8 Львовского городского совета
Лицей № 8 Львовского городского совета — общеобразовательное учебное заведение 3-й степени с углублённым изучением немецкого языка во Львове (Украина), расположенная на улице Подвальной, 2.

## История

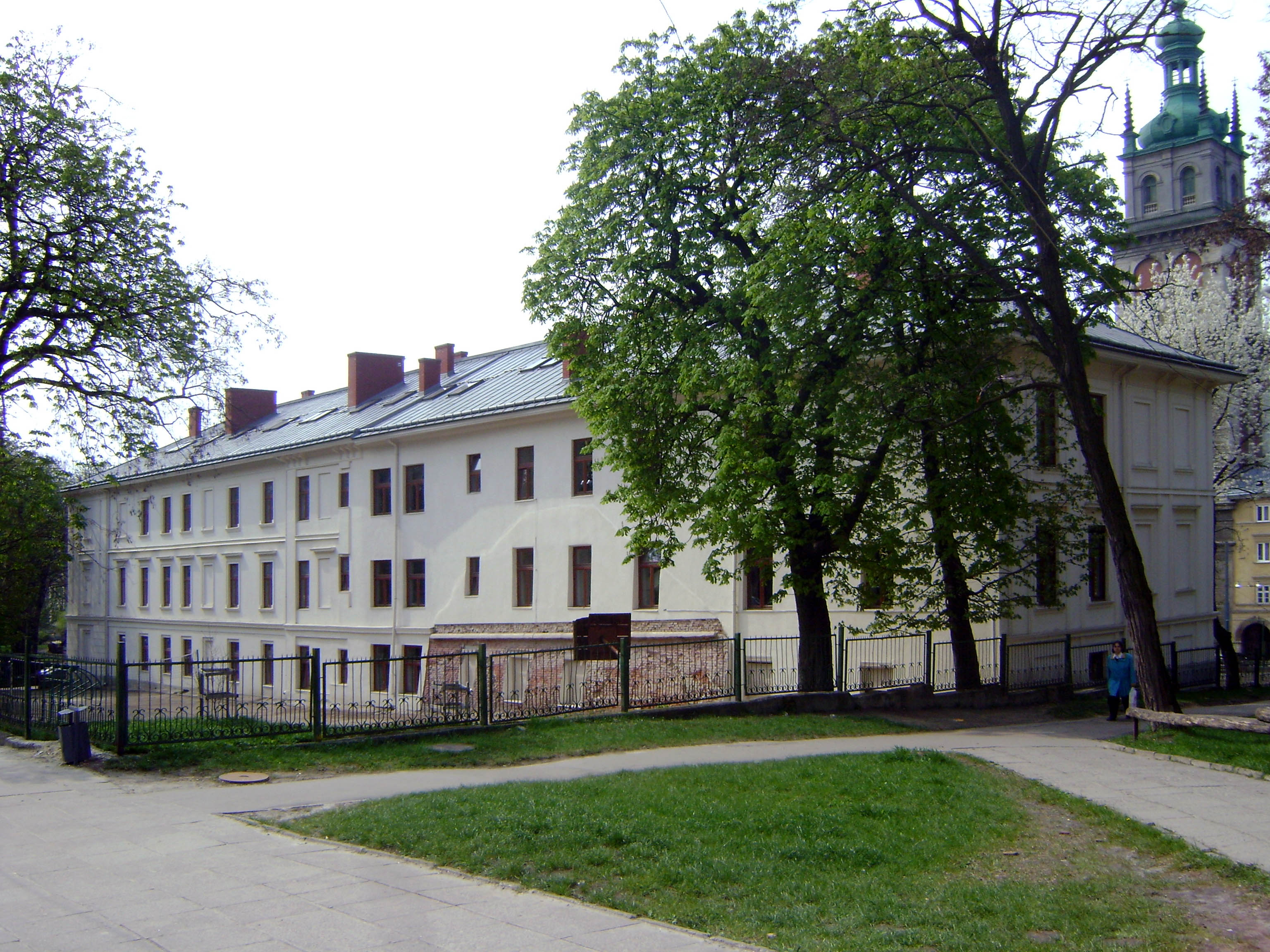
Здание лицея № 8

Здание школы было построено в 1809 году.
В 1818 году основана немецкая гимназия, от которой ведёт свою историю нынешний лицей № 8. С марта 1850 года она функционирует как Вторая высшая городская гимназия с немецким языком обучения. В 1852 году гимназию перевели в здание на улице Подвальной, 2, где она находится и сейчас.
С 1919 до 1939 года гимназия носила имя Кароля Шайнохи, польского историка, писателя и публициста.
В марте 1944 года гимназия была преобразована во львовскую специализированную общеобразовательную среднюю школу № 8. 
25 января 2018 года, депутаты львовского городского совета согласовали изменения типов и названий некоторых общеобразовательных заведений Львова на заведения общего среднего образования. Решение приняли, чтобы привести в соответствие типы и названия заведений согласно с законами  Украины «Об образовании» и «Об общем школьном образовании». Таким образом, львовская специализированная общеобразовательная средняя школа № 8 стала лицеем № 8 Львовского городского совета.

## Преподаватели
- Яков Головацкий — галицко-русский историк и этнограф[2].
- Мирон Зарицкий — математик, профессор Львовского университета, действительный член НТШ, преподавал в гимназии математику.
- Василий Щурат — украинский литературовед, поэт, председатель НТШ и ректор «украинского Тайного университета», преподавал в гимназии украинский язык.
- Роман Ингарден — польский философ, профессор Львовского национального университета, преподавал в гимназии математику

## Известные выпускники школы
- Маркиан Шашкевич (1811—1843) — украинский поэт и прозаик, автор «Русалки Днестровской»[3];
- Каспар Вайгель (1880—1941) — польский ученый геодезист и фотограмметрист, ректор Львовской политехники в 1929/30 году;
- Станислав Лем (1921—2006) — польский писатель—фантаст и философ[3];
- Илько Лемко (1951) — музыкант, публицист, исследователь истории Львова;
- Олег Тягнибок (1968) — украинский политик[3].